# 쇼가노 신호장
쇼가노 신호장(일본어: 少ヶ野信号場)은 일본 기후현 게로시에 있는 도카이 여객철도 다카야마 본선의 신호장이다.

## 구조
야케이시역보다 야케이시역 방향으로 약 10.9km에 있는 2개 선의 신호장이다.
본선·부본선과도 양방향에 출발신호기를 갖췄지만 교행 구조로 되어 있다.

## 주변
- 게로 중학교

## 역사
- 1952년 8월 5일 : 국철에 의해 개업.
- 1953년 4월 1일 : 화물역으로 승격, 쇼가노 역이 된다.
- 1973년 4월 20일 : 신호장으로 격하, 다시 쇼가노 신호장으로 개칭.
- 1987년 4월 1일 : 민영화에 따라, JR 도카이가 승계.

## 인접 정차역
| 도카이 여객철도 다카야마 본선 | 도카이 여객철도 다카야마 본선 | 도카이 여객철도 다카야마 본선 |
| ----------------------------- | ----------------------------- | ----------------------------- |
| 야케이시 기후 방면            | ■ 다카야마 본선               | 게로 다카야마·이노타니 방면   |